# Europäisches Chip-Gesetz
Das Europäische Chip-Gesetz (auch EU Chips Act) ist ein Maßnahmenpaket der Europäischen Kommission, das darauf abzielt, die Versorgungsschwierigkeiten bei Halbleitern zu bewältigen und die Produktion von Halbleitern in Europa zu erhöhen. Der Chips Act soll die Wettbewerbsfähigkeit und Widerstandsfähigkeit Europas in den Bereichen Halbleitertechnologien und -anwendungen stärken und sowohl den digitalen als grünen Wandel unterstützen.
Ein der Verordnung ähnliches Gesetz mit vergleichbaren Zielen ist der US-amerikanische CHIPS and Science Act aus dem Jahr 2022.

## Ziele und Maßnahmen
Der Chips Act zielt darauf ab, den Anteil der EU an der weltweiten Produktionskapazität von derzeit unter 10 % auf 20 % zu erhöhen.  Um dies zu erreichen, sollen mehr als 15 Milliarden Euro an zusätzlichen öffentlichen und privaten Investitionen mobilisiert werden.
Der Chips Act basiert auf drei Säulen:
- Einrichtung der „Chips for Europe“-Initiative zur Unterstützung des Aufbaus von Technologiekapazitäten und groß angelegter Innovationen in der gesamten EU, um die Entwicklung und Einführung moderner und künftiger Halbleiter- und Quantentechnologien zu ermöglichen.
- Stärkung der Forschungs- und Technologieführerschaft zur Steigerung der Wettbewerbsfähigkeit der EU im Halbleiterbereich
- Vorbereitung, Vorwegnahme und Reaktion auf künftige Unterbrechungen der Lieferkette in enger Abstimmung mit den Mitgliedstaaten

## Investitionen und Finanzierung
Der Chips Act soll ein Budget von 43 Milliarden Euro bereitstellen, wobei die EU selbst planmäßig lediglich 3,3 Milliarden Euro aus dem EU-Haushalt beisteuert. Der Rest soll aus anderen Programmen umgewidmet werden sowie von Mitgliedstaaten und privaten Investoren kommen.

## Fortschritte und Umsetzung
Am 18. April 2023 hatten sich das Europäische Parlament und der Europäische Rat auf eine endgültige Fassung des Gesetzes geeinigt. Am 11. Juli 2023 stimmte das EU-Parlament dem Gesetz zu.

## Kritik
Fachgruppen und -experten äußern Bedenken, ob das Gesetz seine Ziele erfüllen kann. Der Bitkom-Präsident Achim Berg sprach sich in einer Pressemitteilung für das Gesetz aus. Der Verband ZVEI forderte einen höheren Einsatz von Steuermitteln und äußerte sich eher kritisch zu Details des geplanten Gesetzes.